# Aperitivo

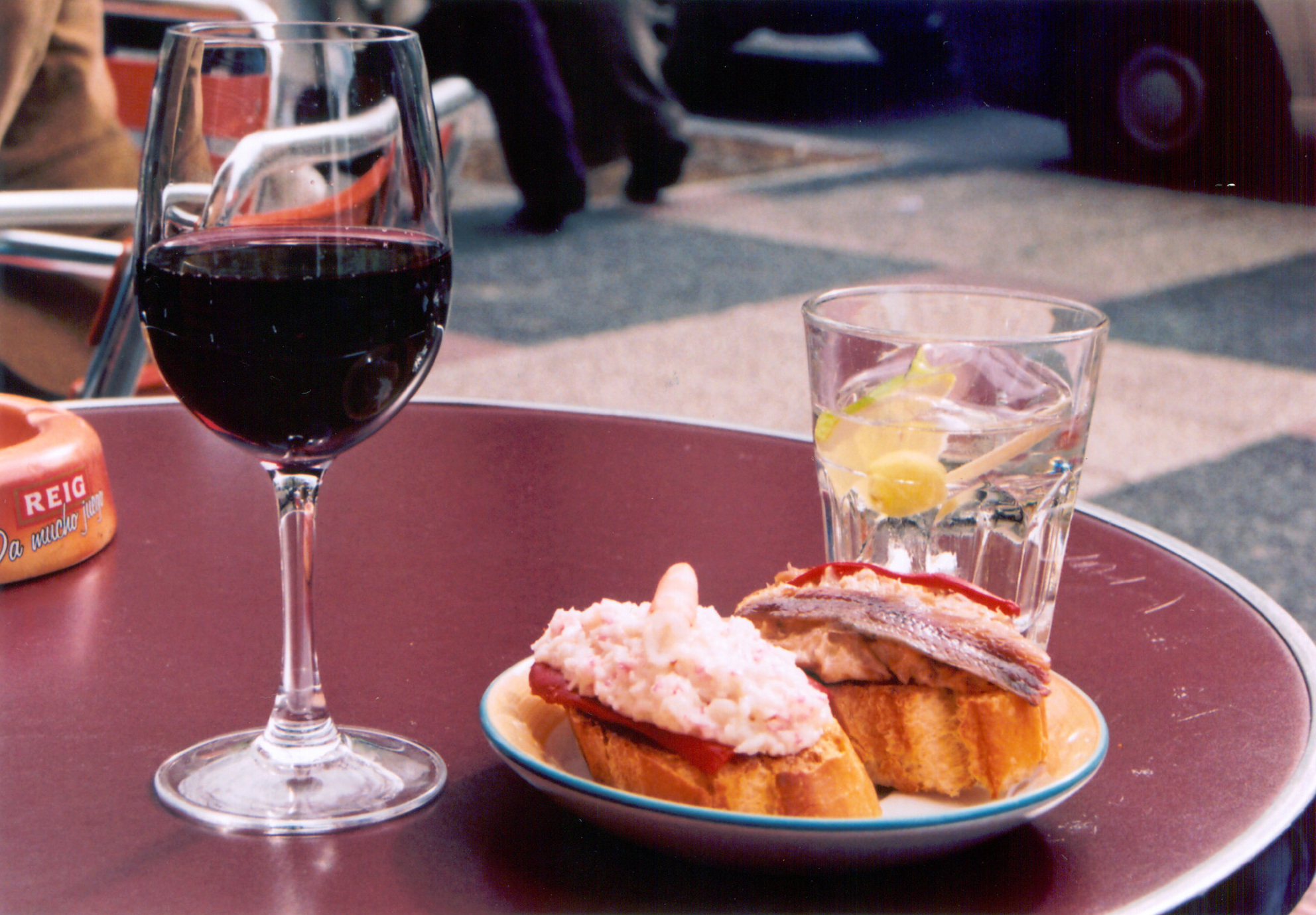
Aperitivos en un bar español, dos montaditos, una copa de vino tinto y un martini blanco.

El aperitivo es la comida ligera que se toma para abrir el apetito, antes de la comida principal del mediodía o antes de la cena. En algunos países acostumbra a realizarse en fechas señaladas o festivos y no es común que se haga a diario, mientras que en otros, como en España, Portugal, Francia, Italia, Perú y Argentina es una costumbre extendida a cualquier día de la semana.[cita requerida]
Suele constar de diferentes pinchos o tapas y otros alimentos de «picoteo» (aceitunas, patatas fritas, patatas bravas, croquetas, queso, embutidos, frutos secos y canapés), acompañados de bebidas como refrescos, vino, vermú o cerveza.

## Historia y denominación
En el siglo XVII no existía esta palabra en castellano con la acepción moderna; un aperitivo era «una cosa que abre y limpia las vías», un término empleado por médicos y farmacéuticos. Es muy posible que la palabra "apetito" (del latín: aperitīvus - abrir el apetito) influyera en esta nueva y moderna denominación; en la mayoría de los idiomas europeos se entiende por aperitivo (en su denominación equivalente) la bebida que se toma antes de la comida, generalmente de ligera graduación alcohólica: vino, cerveza, vermú. En el uso castellano (y en otros idiomas como el italiano) el aperitivo se refiere tanto al alimento servido como el período de tiempo antes de la comida.
Es bueno destacar que las bebidas que se toman como aperitivos suelen ser de secas a semisecas, ya que las bebidas dulces tienden a suprimir el apetito.[cita requerida]

## Locales de aperitivos
En España se toman normalmente en un bar, mesón, taberna o tasca, aunque también se pueden consumir en casa.

## Elementos de aperitivo

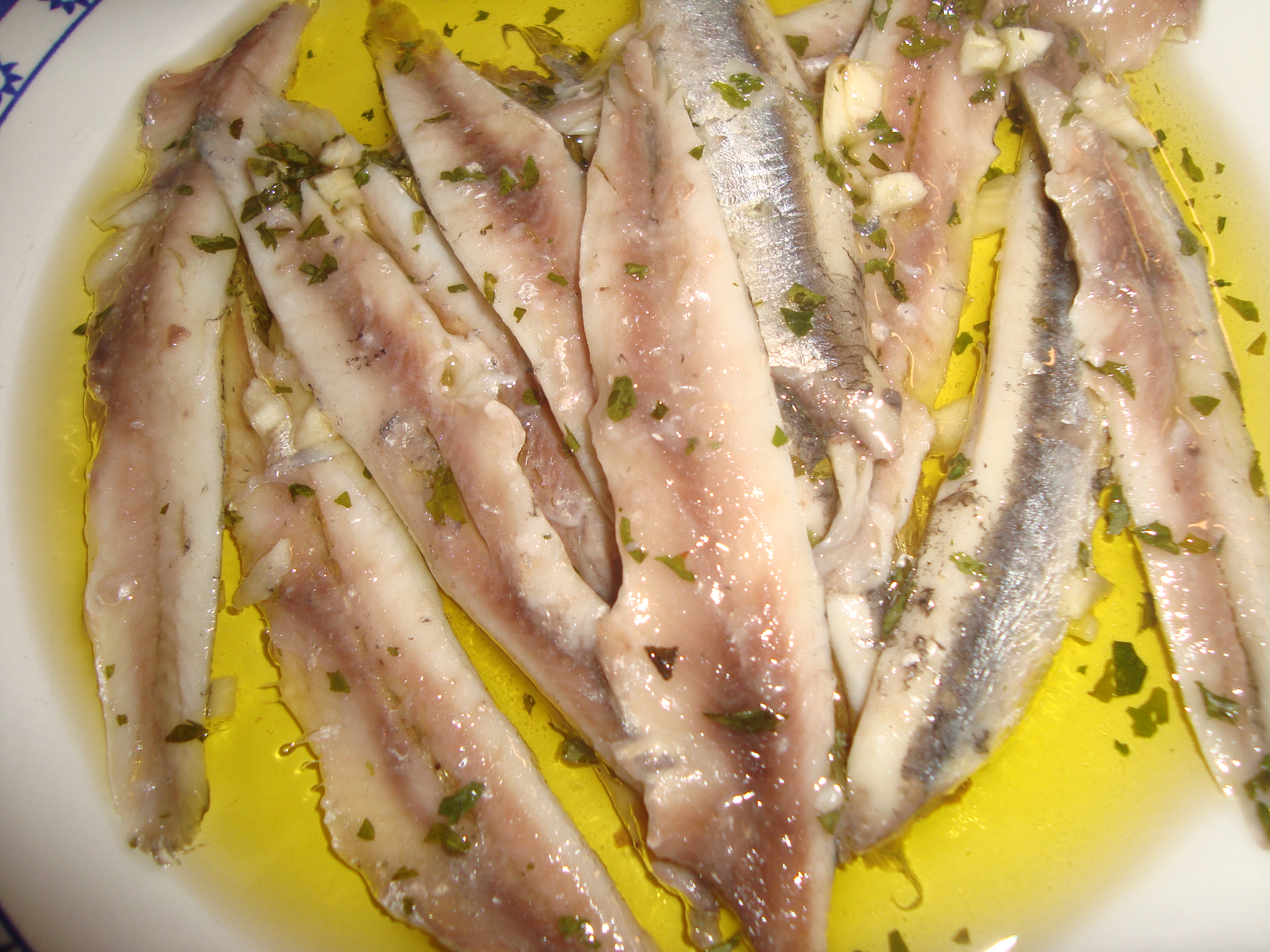
Boquerones en vinagre.

El aperitivo consiste en pequeñas cantidades de comida cuya finalidad es más provocar apetito que saciar, por lo que las raciones suelen ser pequeñas:
- Patatas bravas
- Calamares a la romana
- Ensaladilla rusa
- Pinchos de tortilla de patatas
- Embutidos
- Boquerones en vinagre
- papas o patatas fritas
- Croquetas
- Quesos / Tabla de quesos
- Embutidos diversos (según región)
- Canapés / Montados
- Albóndigas
- Pulpo a la gallega
- Frutos secos
- Fruta / Frutas secas
- Pescados / Mariscos
- Bocadillos (Pequeños, pulgas)

### Bebidas de aperitivo

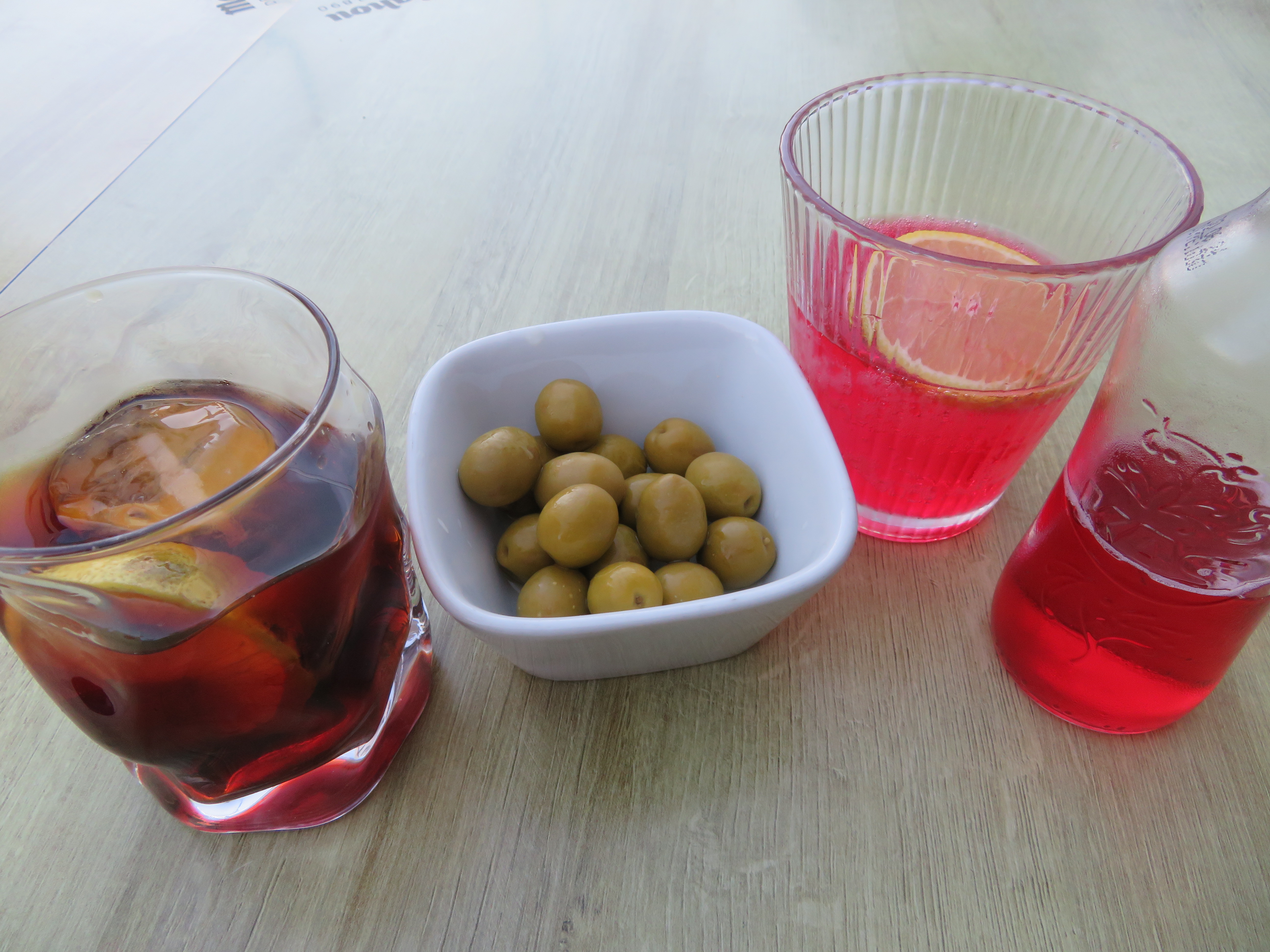
Bebidas de aperitivo (vermut y Bíter).

- Bebidas de aperitivo (vermut y Bíter).Vino seco
- Champán tipo Brut
- Vermut seco
- Cerveza
- Cócteles
  - Martini
- Aperol
- Campari

## Aperitivos en diferentes culturas

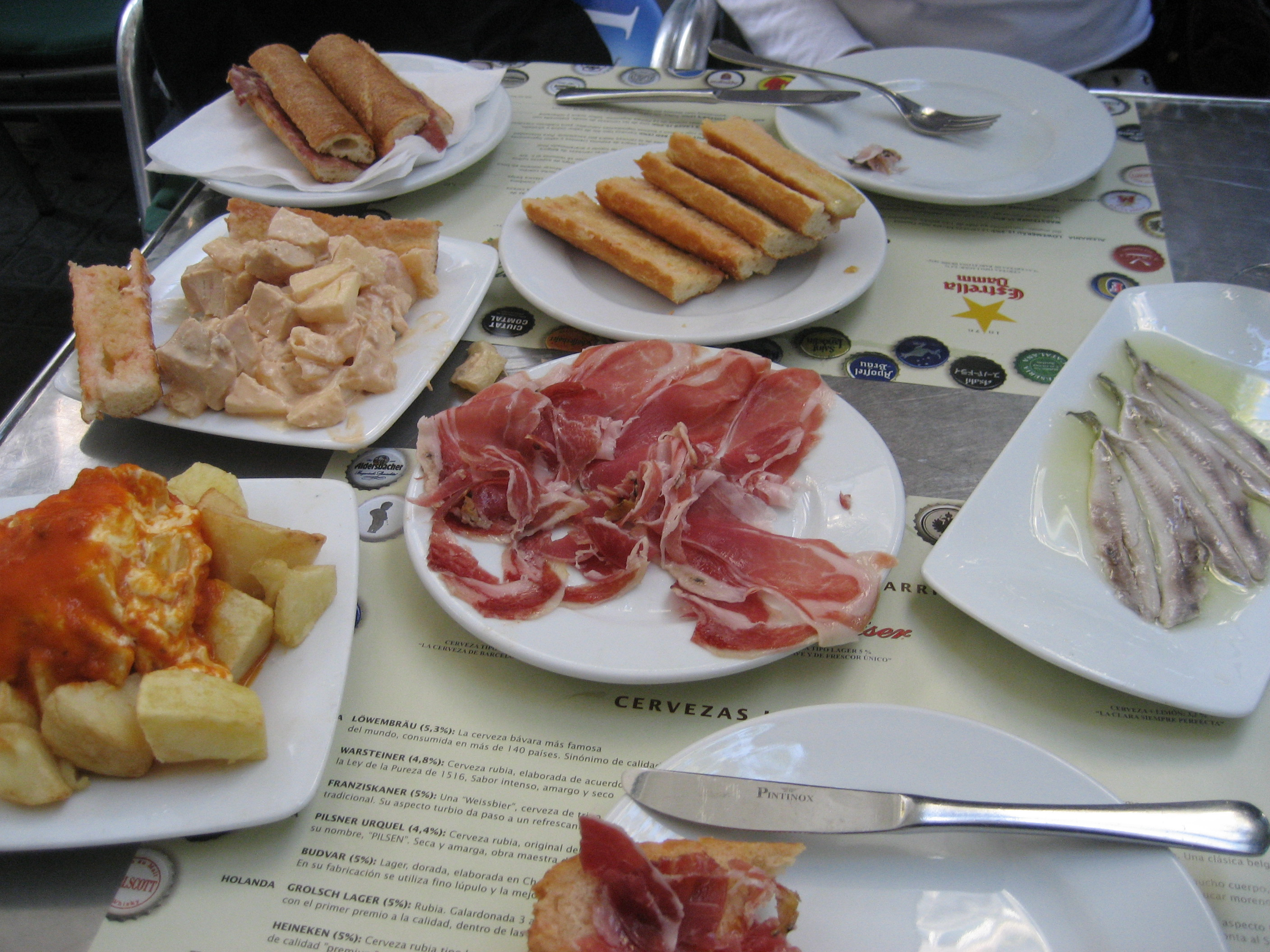
Tapas.

- Antipasto: En Italia es muy frecuente el antipasto como entrante antes (anti) de los platos principales (pasto). La costumbre está muy arraigada en la cocina italiana. Su uso debe acercarse más al entremés (o entrante) que al aperitivo.
- Apéritif: Es la versión típica del aperitivo en Francia, y se refiere sobre todo a las bebidas alcohólicas que se toman antes de las comidas. Empleado tradicionalmente para "abrir el apetito", el apéritif se ha convertido en un motivo de reuniones y encuentros en sí y los participantes no siempre comen juntos después. La oferta en bebidas alcohólicas suele ser muy amplia y variada: cerveza, vino tinto o blanco, champán, sidra (en Bretaña), vermú, vino de Oporto, vinos dulces naturales y vinos fortificados, bebidas alcohólicas aperitivas hechas a base de plantas como el pastis, el Cynar (a base de alcachofa) y el fernet , o sin alcohol como la Suze, etc. Por extensión se refiere también a los pinchos, canapés, frutos secos, galletas saladas, aceitunas, queso y embutidos, que acompañan estas bebidas. El apéritif se toma con frecuencia en Francia, y no se reserva para momentos especiales. Es ante todo una ocasión para charlar y brindar entre amigos y familiares.
- Imbiss: En Alemania es un período similar a la definición de aperitivo, suele confundirse hoy en día con el puesto callejero que vende currywurst o cualquier otra comida a pie de calle.
- Boca: En Centroamérica es el nombre que recibe un pequeño aperitivo que normalmente es acompañado con una bebida fría. Las bocas más comunes son las que se elaboran a base de jamones y quesos.
- Botana: En México es un tipo especial de aperitivos (generalmente elaborados con masa de maíz frita (totopos, tostadas, nachos), similar a algunos snacks), se suele servir también frituras de harina, chicharrones, carnes frías, frutas y verduras como el pepino, jicama, piña o sandía. Dependiendo la región se suelen servir los llamados cueritos, que se elaboran con el cuero, patas y partes de la cabeza del cerdo hervidas y conservadas en salmuera y vinagre.
- Tapa - Es muy conocida/o en toda España y está tomando proyección internacional gracias a la proliferación de la gastronomía española. En la mayoría de las regiones, el establecimiento invita a la tapa o aperitivo para prolongar la estancia en el local y provocar el consumo de bebidas.
- Entremés o entrante: Esta definición en España se particulariza sobre todo al aperitivo que se toma sentado en la mesa y es la primera parte antes de comenzar.
- Mezze: Los aperitivos de este tipo son muy frecuentes en las cocinas balcánicas y parte de algunos países del Mediterráneo (del que la tapa es una variante). El mezze se puede interpretar también como tapa dependiendo del país.

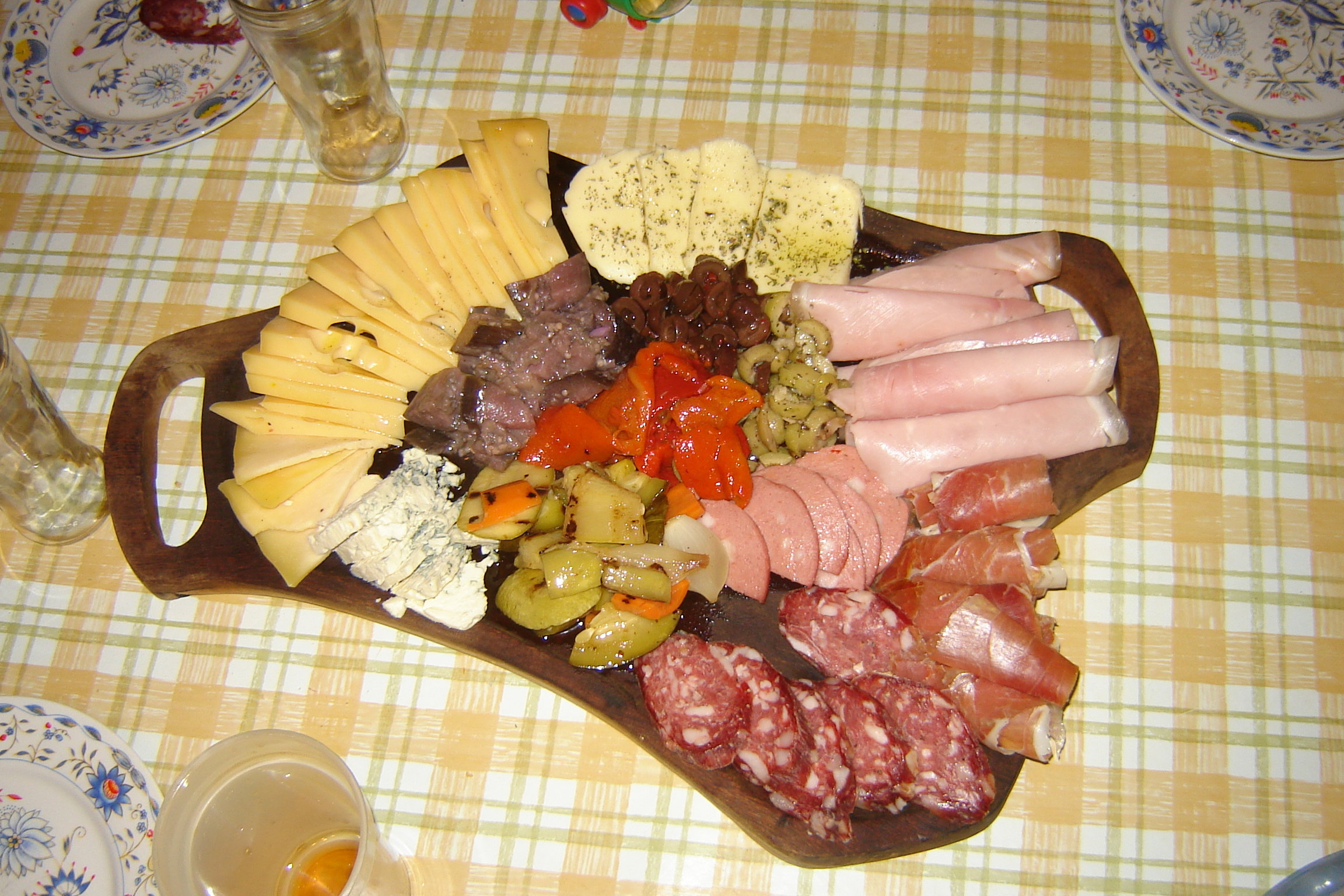
Clásica picada argentina.

- Pintxo: O pincho en castellano, es un aperitivo muy frecuente en el País Vasco y Navarra, siendo un signo identificador de su propia gastronomía.
- Picada: es un plato típico de la gastronomía argentina, compuesta de varios alimentos servidos en pequeñas cantidades. Normalmente es acompañado con una bebida fría, principalmente cerveza, fernet o vermú. Puede ser el plato principal cuando es portentosa.
- Zakuski: En algunos países eslavos se emplea esta definición para el intervalo de tiempo similar al del aperitivo.
- Smörgåsbord: En Suecia se sirve unos platos en una mesa a modo de aperitivo.
- Picoteo o Tablas de picar: Se conoce así al aperitivo en Chile de donde trae su origen de España, donde normalmente se sirve en gran cantidad en distintas fiestas (bodas, cumpleaños, bautizos, etc) antes de la comida principal. Consta de canapés, trozos de quesos y distintos tipos de jamón, aceitunas, distintos tipos de salsas, cacahuetes, galletas saladas y se acompaña con una cerveza.

## Galería

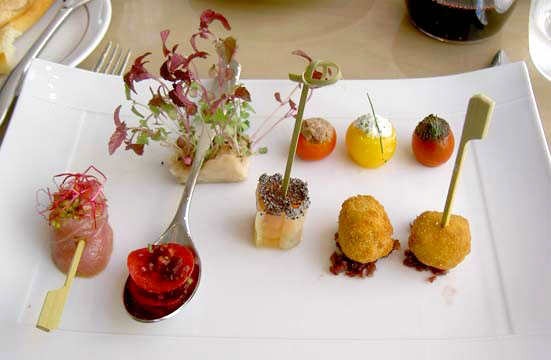
Appetizers en un restaurante
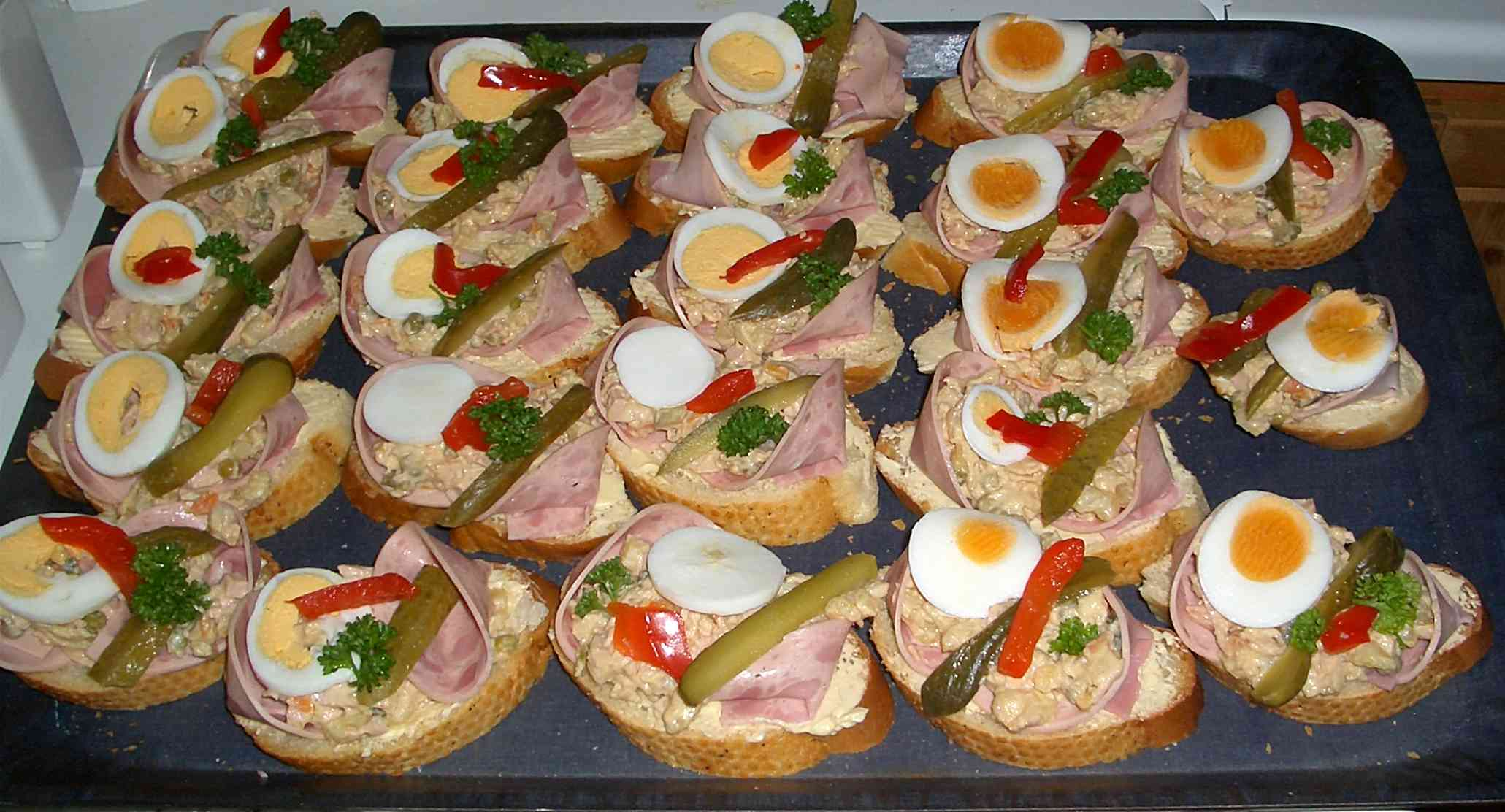
Obložené chlebíčky, un appetizer o snack checo y eslovaco
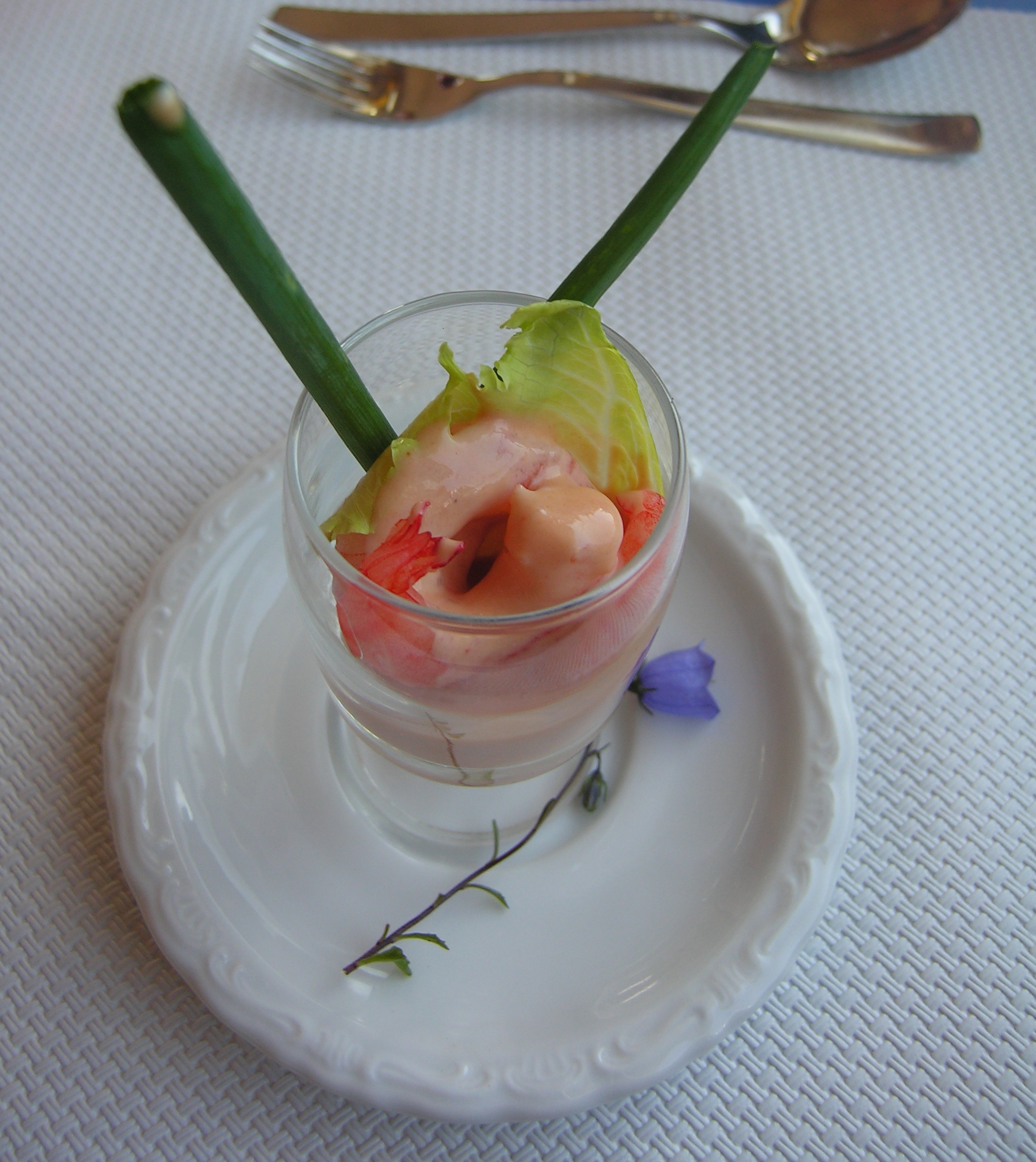
Aperitivo servido en un vasito en Suiza (Schynige Platte)
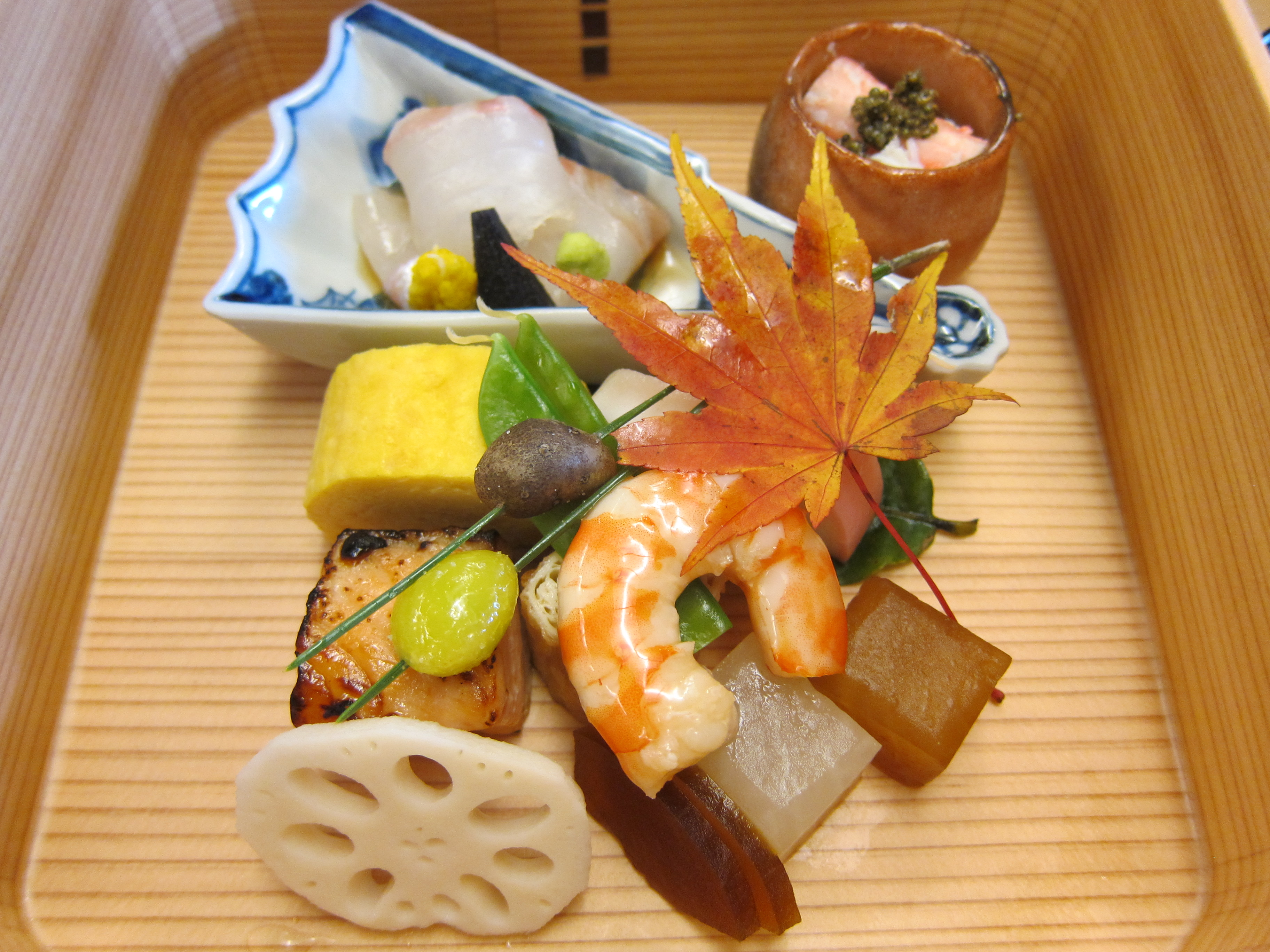
Zensai japonés
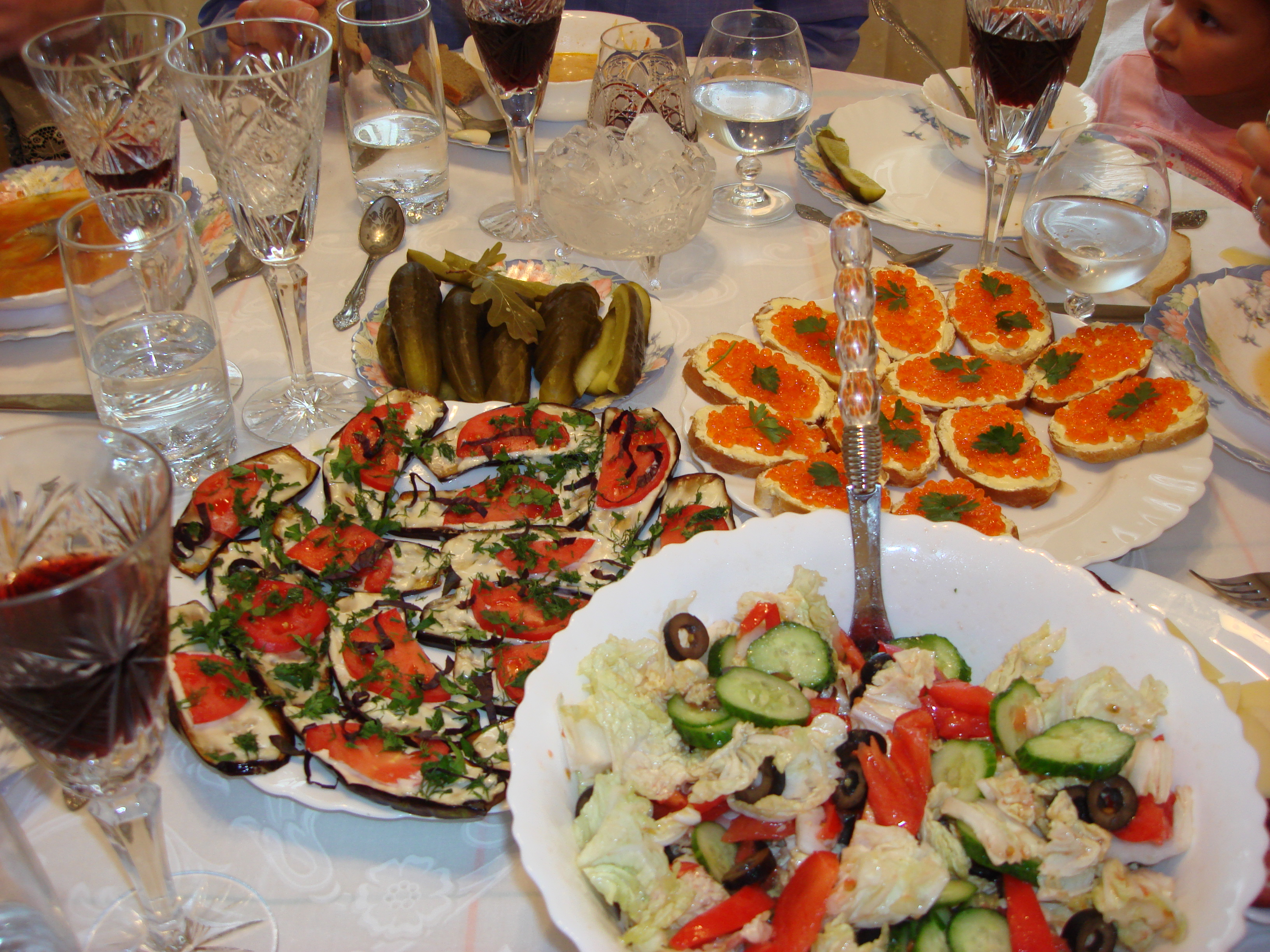
Zakuski ruso
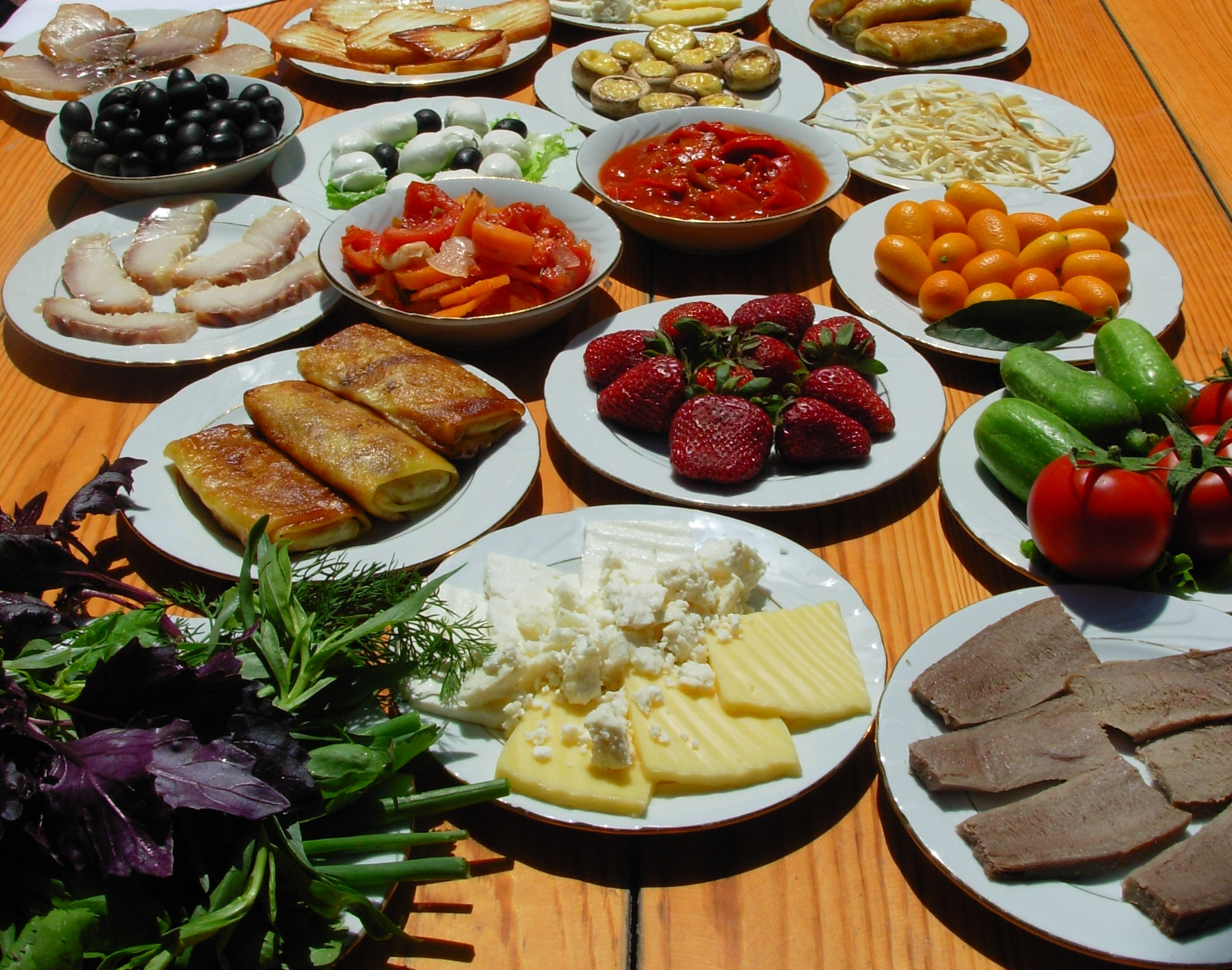
Aperitivos en Azerbaijan
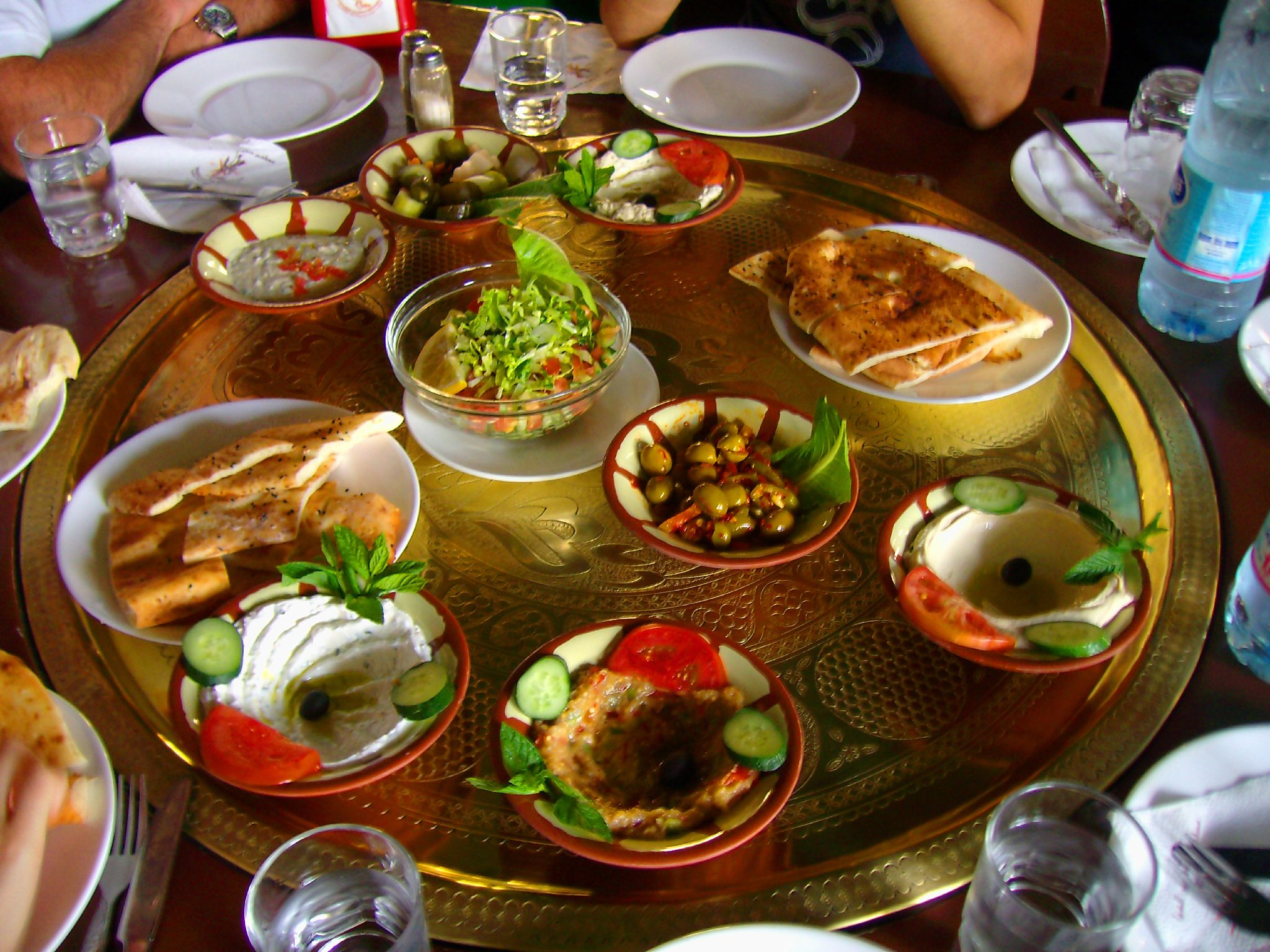
Meze jordano
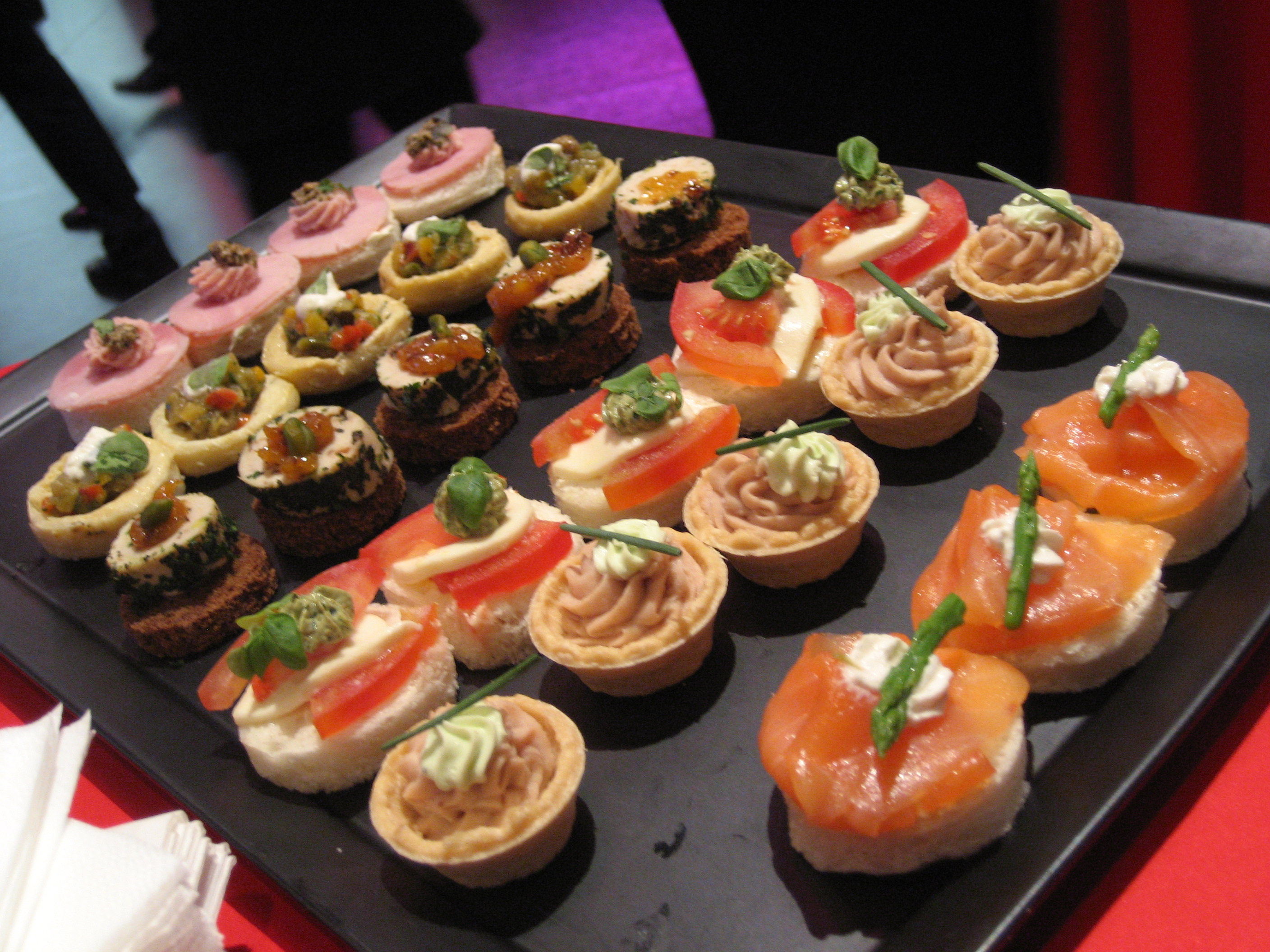
Selección de canapés
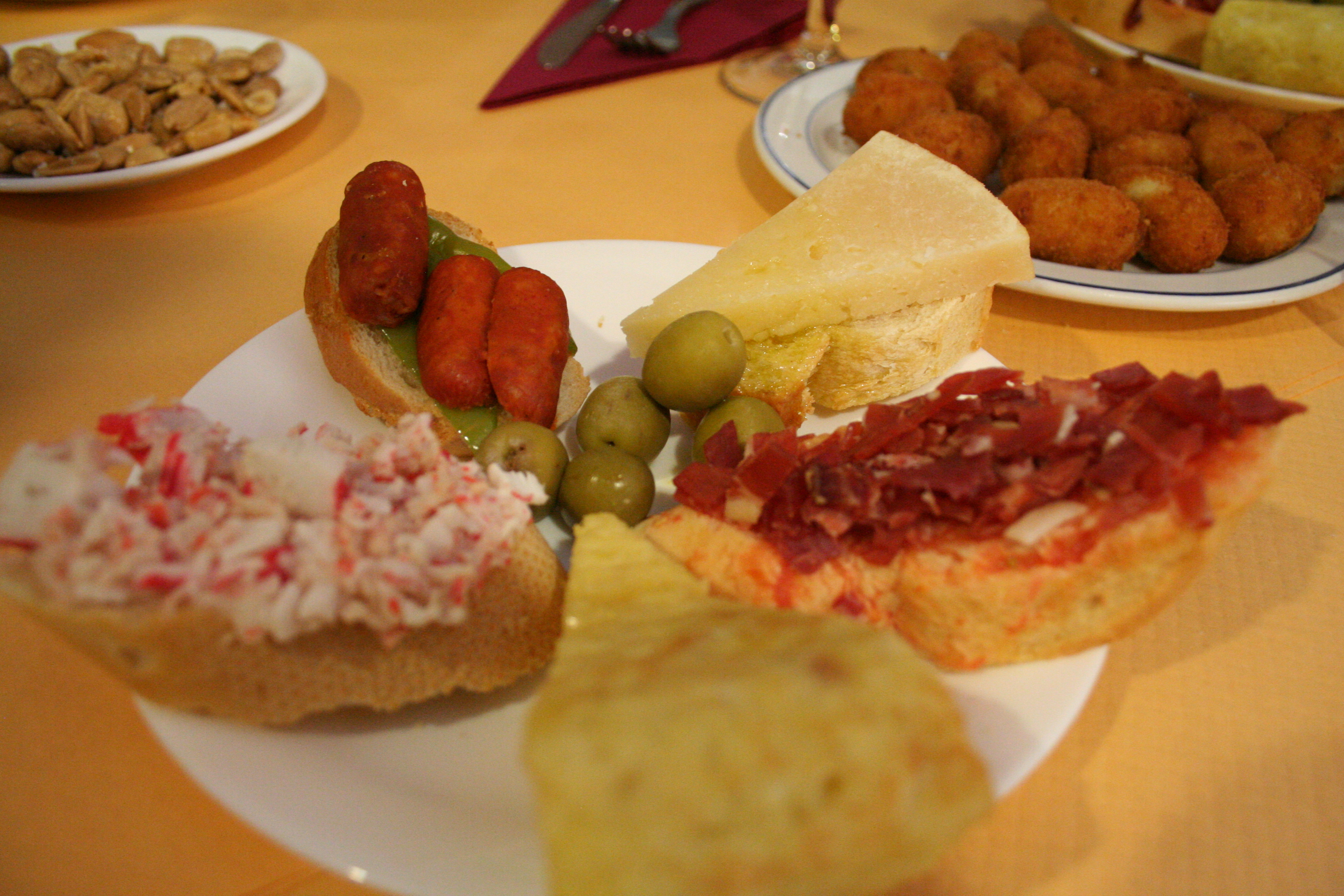
Algunas tapas típicas de España.